# ハングオン (ゲーム)
『ハングオン』（HANG-ON）は1985年にセガが発売したアーケードゲーム。コアランドテクノロジー株式会社からセガへの持ち込み企画である。ゲームデザインは鈴木裕。
本作は同社が展開する体感ゲームの第1弾である。

## 解説
GP500をモチーフにした、バイクレースゲーム。敵車（バイク）をかわしながら、アルプス/グランドキャニオン/都会の夜/シーサイド/サーキットの全5ステージのコースを進むレースゲーム。いかに速くステージをクリアするか、もしくは高スコアを残すかがゲームの目的であり、敵車はランダムにまとまってコースに出現するが、順位という概念はない。
ギアやシフトといったものは存在せず、アクセルとブレーキのみでスピードを制御する。ゲームの視点は、自車（バイク）からの後方ビューであり、ポリゴンを使用しないスプライトを使った疑似3Dである。
当時のレースゲームは敵車に接触すると爆発するものが主流だったのに対し、本作では敵車に接触してもバランスを崩し減速するのみで爆発はしない。コース外の看板や植木等の障害物に接触するとクラッシュするが、即爆発ではなく「障害物に接触する」→「ライダーが飛ばされる」→「バイクの爆発」という、ゲームには直接関係のない演出がある。ライダーのリアクションも、膝立ちになり哀れむ、四つん這いになり地面を叩いて悔しがる等、当時としては非常に凝ったものだった。

## 筐体
本タイトルは、ライドオンタイプとシットダウンタイプの2種類の筐体で発売されている。共に全5ステージだが、コースのレイアウトが異なる。
ただし、両方のタイプ共に、ブレーキを一切使わず、アクセルを戻すエンジンブレーキのみで全てのコーナーをクリアする事が可能である。

### ライドオンタイプ
実際の車体を小さくしたバイク型の筐体で、ハンドル部分に15インチのブラウン管モニタが設置してある。プレイヤーが筐体にまたがり車体を傾ける(ハングオンを擬似的に体感させる)ことによって、ゲーム画面上の自バイクが左右に移動する。右ハンドルにブレーキとスロットルが備え付けられている。そのため、急コーナーやS字コーナーが少なく設定されている。
筐体の足を乗せるステップ部分にセンサーがあり、ステップに足を乗せていないと、ゲーム内でのバイクのグリップが低下するようになっている。しかし、ステップに足を乗せたまま車体を傾けたり、筐体を立て直すのは筐体の重量からみても難しく、特に筐体のバネ部が疲労している場合は困難だったため、多くのプレイヤーはステップではなく、床に足を付けてプレイしていた。

### シットダウンタイプ
アップライトの画面に専用のハンドルとシートが固定された筐体である。シットダウンタイプは、ハンドルを左右に振るだけで容易にコーナリングできるので、ライドオンタイプよりも多くの急コーナーやS字コーナーが設定されている。

## 余談
- 自機プレイヤーのモデルはフレディ・スペンサーが当時乗っていたホンダのNSR500[3]。
- 4面の「HANG-ON」の看板の特定の文字にぶつかると、残りタイムが20秒増える。ライドオンタイプは「H」、シットダウンタイプは「G」の文字。
- セガ体感ゲームの第1弾として発表されたが、当時は「体感ゲーム」という呼称自体が一般的ではなく、よく「体験ゲーム」などと間違えられていた。
- 発売当時の社員はハングオンが大ヒットしたおかげでセガ羽田旧1号館（セガ羽田新1号館完成後はセガ羽田2号館に改称）が建設されたとの噂が広まったことから、セガ羽田旧1号館を「ハングオンビル」と呼んでいたという[4]。

## 開発
ゲームデザイナーの鈴木裕はセガ社員であるHiro（Hiro師匠）がバンドを組んでいたことを知って、本作のタイトル音楽とメインテーマの音楽の担当者に起用し、それがHiroのデビュー作となった。

## 移植作品
特記がないものはセガが発売。
- セガ・マークIII 『ハングオン』

3速シフトチェンジ化、BGMが省略（ゲームオーバーとタイトル時のBGMあり）。
看板や敵車に接触すると即爆発する。再スタート時はコース中央まで自動的に移動する。
- SG-1000 『ハングオンII』

同時期に発売のセガ・マークIII版と区別するために改題されている。
3速シフトチェンジ化、オブジェクトは白線が省略、ハードウェア的にラスタースクロールができないことから道路はセンター固定で自車が左右に移動する。キャラ描画の2色化による簡素化を受けている。BGMと敵車のすれ違いエンジン音を発す引き換えにエンジン音が省略された（ゲームオーバーとタイトル時のBGMはあるが、タイトルBGMはマークIII版と異なる）。
同じく看板や敵車に接触すると即爆発するが、その場からの再スタートとなる。
発売当初は「全製品対応」という表記であったが、後に「SG-1000、SC-3000用」という表記が付いた(実際にはマークIII、セガ・マスターシステムにも対応している)。
- MSX 『ハングオン』

ポニーキャニオンより発売。SG-1000版「II」の移植。
- 電子ゲーム 『ハングオン・ミニ』

手の平サイズのバイク型筐体で発売された。アーケード版同様、実際に筐体を傾けて操作する。
- PC-8801mkIISR 『ハングオン』

パックスエレクトロニカジャパンより発売。PC-8801mkIISR以降専用版。元々オブジェクト的にfps数の稼げない機種への移植であるが、キャラフリッカはもとより、描画はコマ送りに近い。3速ギアチェンジ化。
- ドリームキャスト

『シェンムー』内のミニゲームとして収録されているほか、『鈴木裕ゲームワークス Vol.1』（2001年12月1日）ISBN 4-7572-0889-8 にも収録。
ゲーム内の標識や看板がいくつかシェンムーのものに書き換えられている点以外はほぼ完全に移植されている。
- EL-SPIRITS『HANG-ON』
- FOMA 904i 『ハングオン』

その他、海外のパーソナルコンピュータやゲーム機にも移植されている。

## 続編
- アーケード Hang-on Jr.

シットダウンタイプをさらに簡素化したアップライト筐体版で、“システムE”と呼ばれるマークⅢをベースにしたシステム基板が用いられている。Jr.の名の通りオリジナルの縮小版といった作りではあるが、ハンドル・スロットルはアナログ入力で、マークIII版よりも全てのオブジェクトが大きくなりパターンも増え、クラッシュ時の挙動・演出はオリジナル版に近い。背景は2重スクロールする。プレイ中のBGMが省略されたマークⅢ版とは異なりBGM（SG-1000版から流用）も鳴る。
- アーケード Super Hang On（スーパーハングオン）
- セガサターン Hang-On GP'95

## 関連作
- タイトル曲は『アフターバーナーII』のタイトル曲でリメイクされている。
- 同社のアーケードゲームである『パワードリフト』に隠しキャラクターとして登場する。
- 同社のアーケードゲーム『デイトナUSA』でネームエントリー時に「H.O」と入力すると『ハングオン』の曲が流れる。
- 『関口宏の東京フレンドパークII』のアトラクションである「デリソバグランプリ」（現:「デリソバエクストリーム」）は、『スーパーハングオン』（X68000版）をモデファイしたものである。
- 同作の派生作品に、モトクロスを舞台にした『エンデューロレーサー』がある。